# Раймунд (князь Антіохії)
Раймунд де Пуатьє (фр. Raymond de Poitiers; 1115 — 29 червня 1149) — князь Антіохії в 1136—1149 роках.

## Життєпис
Походив з династії Рамнульфідів. Син Вільгельма IX ,герцога Аквітанії і графа Пуатьє. Він народився в 1115 році, в цьому році його батько вступив в любовний зв'язок з дружиною одного із своїх васалів Амобергою Іль-Бушар, яка після цього випадку стала відомою під ім'ям Данжероза. По цій причині точно невідомо хто був матір'ю Раймунда, оскільки першоджерела не вказують її імені. Освіту та виховання отримав при дворі батька. Брав участь у походах свого зведеного брата Вільгельма X.
У 1135 році до нього прибули посланці від Антіохського князівства з пропозицією взяти шлюб з княгинею Констанцією. Того ж року рушив на Близький Схід. В південній Італії уникнув пастки сицилійського короля Рожера II, що наказав арештувати Раймунда де Пуатьє. Наприкінці року прибув до Антіохії, де в серпні 1135 року оженився з Констанцією Антіохійською. після цього перебрав владу в Антіохії на себе.
Невдовзі вступив у конфлікт з Левоном I, князем гірської Кілікії. У 1138 році спільно з візантійським імператором Іоанном II Комніном атакував Кілікію, а потім безуспішно спробував здобути Алеппо. Слідом за цим спільно з візантійцями зайняв фортеці Кафартаб і Атареб. Але облога фортеці Шайзар була невдалою. 1139 року зумів повалити латинського патріарха Антіохії Ральфа де Домфронта. Замість нього посів посаду Аймері Лімузенський.
У 1142 році проти Раймунда виступив візантійський імператор Іоанн II. Але князь Антіохії зумів захистити свою столицю, змусивши візантійців відступити. У 1143 році Раймунд де Пуатьє став вимагати від нового імператора Мануїла I передачі кілікійських міст в південно-східній Кілікії. Натомість імператор атакував Антіохійське князівство, змусивши Раймунда де Пуатьє визнати свою зверхність та надати прав православному патріарху Антіохії. 1144 році Раймунд де Пуатьє відмовився надати допомогу Жослену II, графу Едесси, проти Імад ад-Діна, який взяв в облогу Едессу. Внаслідок цього це місто було захоплено мусульманами.
У 1148 році зустрів Людовика VII, короля Франції, одного з очільників Другого хрестового походу. Він пропонував атакувати Алеппо, оскільки Зенгіди являли більшу загрозу для Антіохії. Втім виникли чутки про зв'язок Раймунда зі своєю небогою Елеонорою, дружиною французького короля. Тому Людовик VII відкинув ідею напасти на Алеппо й рушив до Дамаску. В свою чергу Раймунд де Пуатьє не надав допомоги хрестоносцям. 1149 року до володінь Антіохійського князівства вдерся Нур ад-Дін Зенгі, атабек Мосула і Алеппо. У битві біля Інабі князь Антіохії зазнав поразки й загинув.

## Сім'я

### Дружина
- Констанція (княгиня Антіохії) (бл. 1127 — 1163) — походила з династії Отвіль. Донька Боемунда II (князя Антіохії) та його дружини Аліси Єрусалимської.

### Діти
1. Марія (бл. 1145 — літо 1182), дружина візантійського імператора Мануїла I
2. Боемунд (бл. 1148 — квітень 1201), князь Антіохії
3. Філіппа (1148 — 1178), дружина Гамфрі II де Торона, конетабля Єрусалимського королівства
4. Балдуїн (? — 1176), візантійський військовик
5. Раймунд (? — до 1181)